# 高畑岬
髙畑 岬（たかはた みさき、1993年8月7日 - ）は、日本の男性俳優、元スペースクラフトジュニアであり元ジャニーズJr.。元劇団四季研修生。神奈川県出身。血液型A型。

## 略歴
1996年、ジャズダンス 青樹りょう（元宝塚雪組）に師事
2001年、ボイスレッスン 保高史子（2012年ミュージカルアニー歌唱指導）に師事
2003年、スペースクラフトジュニアに所属する。劇団四季ミュージカル『ライオンキング』でヤングシンバ役を演じる。ヤングシンバ役での出演期間は944日。
2007年10月、ジャニーズ事務所に移籍し、ジャニーズJr.の一員となる。
2008年、『スクラップ・ティーチャー〜教師再生〜』に出演した中島健人、菊池風磨とB.I.Shadowを結成。
2009年5月、ジャニーズ事務所を1年7ヶ月で退所。
2016年3月31日、自身のTwitter（現X）アカウントにて、4月1日より、劇団四季研究生となる事が発表された。
2017年3月31日、劇団四季研修生修了。以降、フリー俳優として活動。
2023年3月、自身のTwitter（現X）アカウントにて、俳優活動を休養することが発表された。
2023年11月、Twitter（現X）にて活動復帰が発表され、休止期間8ヶ月で復帰。現在、フリー俳優として活動中。

## 人物
- 弟は劇団四季の俳優の高畑翼。
- 好きな食べ物は蕎麦。甘いものが苦手でパフェとクレープは食べたことがない。

## 主な出演

### 舞台
- ライオンキング 東京公演（2003年12月18日 - 2006年7月17日、劇団四季）ヤングシンバ 役
- DREAM BOYS（2008年3月2日 - 30日、帝国劇場）
- 滝沢演舞城 '08 命（LOVE）[2]（2008年、新橋演舞場）
- PLAYZONE FINAL 1986-2008〜SHOW TIME Hit Series〜 Change（2008年、青山劇場）
- 平成時代劇　萬屋錦之助一座「ざ☆よろきん」年忘れ公演「吉原火消し衆」〜東雲編〜[3]（2012年12月27日 - 30日、シアターグリーンBIG TREE THEATER）
- 平成時代劇　萬屋錦之助一座「ざ☆よろきん」新春公演「吉原火消し衆」〜松風編〜（2013年1月5日 - 10日、シアターグリーンBIG TREE THEATER）
- 平成時代劇　萬屋錦之助一座「ざ☆よろきん」二〇一四年新春本公演「振袖大火〜吉原木遣り唄〜」、「晒場慕情〜恋慕の木遣り唄〜」（2014年1月4日 - 13日、シアターグリーンBOXinBOX BASE THEATER）[4]
- 劇団スーパー・エキセントリック・シアター　タイツマンズ・バラ組LIVE「イシン!」[5]（2014年2月14日 - 23日、赤坂RED THEATER）
- 劇団BOOGIE☆WOOGIE 31st ACT! シェイクスピアBOOGIE☆WOOGIE「〜真夏の夜の夢〜」[6]（2014年4月3日 - 6日、日暮里d-倉庫）
- SAME∞LINE PROJECT 公演　「〜12人の怒れる男と女(仮)〜」（2014年7月26日 - 8月3日、秋葉原アトリエACT&B）
- 劇団BOOGIE★WOOGIE 32nd Act!!「夢落ち」（2014年9月10日 - 14日、秋葉原アトリエACT&B）
- SAME∞LINE PROJECT番外公演　〜寺山修二の世界〜『寺山修二メルヘン全集 赤糸で縫いとじられた物語』より朗読（2014年9月30日 - 10月2日、秋葉原アトリエACT&B）
- 純和風音楽喜劇　紫陽花河原恋顛末[7]（2014年11月26日 - 30日、シアターグリーンBOXinBOX）
- SAME∞LINE PROJECT番外公演　寺山修二の世界2　〜はだしの恋唄〜（2014年12月16日 - 19日、秋葉原アトリエACT&B）
- 萬屋錦之助一座「ざ☆よろきん」二〇一五年新春三館同時本公演「猫忠臣蔵」、「吉原万灯」[8]（2015年1月4日 - 11日、シアターグリーンBOXinBOX BIG TREE THEATER）
- PIS☆TOL COUNTDOWN ACT 02「ヒキガネ」（2015年4月21日 - 26日、ギャラリールデコ5）
- PIS☆TOL COUNTDOWN ACT 01「ミュージカル若草物語」（2015年5月26日 - 31日、西日暮里キーノートシアター）演出兼出演
- 〜paltte〜Dance live V（2015年6月20日 - 21日、キーノートシアター）
- 劇団BOOGIE★WOOGIE「弓張月」THE FINAL★ARROW（2015年7月3日 - 12日、日暮里d-倉庫）
- 平成時代劇　片肌倶利伽羅紋紋一座「ざくりもん」第二十二回本公演　ミュージカル「高松心中～坊主と花魁の四十九日」（2017年8月9日 - 13日、シアターグリーンBOXinBOX THEATER）
- ミュージカル座「ロイヤルホストクラブ」[9]（2017年10月5日 - 9日、IMAホール）
- 新感覚･体感型エンターテイメントショー「Actment Park」（2018年3月18日、六本木CLAPS）
- ミュージカルライブ「恋愛なんて糞食らえ!!」（2018年4月7日 - 8日、＠スターパインズカフェ）
- ミュージカル座「マリオネット」[10]（2018年5月16日 - 20日、六行会ホール）ピエール 役（☆組主演）
- 三ツ星キッチン10周年記念公演「LOVE」（2018年6月19日 - 24日、ザムザ阿佐ヶ谷）
- 「LOVE」アフターライブ（2018年6月30日、三軒茶屋グレープフルーツムーン）
- 少年Komplex「ANIMAL・Wonder・World」（2018年7月12日 - 16日、ラゾーナ川崎プラザソル）アルカ 役（主演）
- The Four of Mats Vol.5「GARAZY」（2018年7月25日 - 29日、シアター風姿花伝）
- 刀屋壱×劇団PIS★TOL　BURRRN!!!～無稽・本能寺～（2018年8月15日 - 18日、月島社会教育会館）
- ミュージカル座「トラブルショー」[11]（2018年10月18日 - 22日、IMAホール）
- 平成時代劇　片肌☆倶利伽羅紋紋一座「ざ☆くりもん」2019年 新春三館同時本公演『夫婦明暮』(めおとのあけくれ)（2019年1月4日 - 14日、シアターグリーンBASE THEATER）
- ミュージカル忍たま乱太郎 第10弾～これぞ忍者の大運動会だ！～（2019年5月10日 - 26日、東京ドームシティシアターGロッソ / 2019年6月8日 - 9日、春日井市民会館）浜守一郎 役[12]
- ミュージカル座「ひめゆり」[13]（2019年7月11日 - 15日、戸田市文化会館）杉原上等兵 役
- ミュージカル忍たま乱太郎 第10弾再演～これぞ忍者の大運動会だ!～（2019年10月14日 - 27日、東京ドームシティシアターGロッソ / 11月8日 - 10日、あましんアルカイックホール）浜守一郎 役[14]
- ミュージカル忍たま乱太郎 第10弾 忍術学園学園祭（2020年1月10日 - 13日、舞浜アンフィシアター / 2020年1月17日 - 19日、クールジャパンパークWWホール）
- チェンジオブワールド（2020年3月6日 - 15日、池袋シアターグリーン）
- ミュージカル座「野の花」（2020年8月19日 - 23日、中目黒キンケロ･シアター）- ハンス役
- ミュージカル忍たま乱太郎 第11弾～忍たま恐怖のきもだめし～（2020年10月17日 - 25日、東京ドームシティシアターGロッソ / 11月14日 - 15日、春日井市民会館）浜守一郎 役[15]
- おぶちゃpresents「Joie」[16]（2020年12月23日 - 27日、千本桜ホール）
- ミュージカル忍たま乱太郎 第11弾 忍術学園学園祭（2021年1月29日 - 31日、COOL JAPAN PARK OSAKA WWホール）浜守一郎 役
- ミュージカル忍たま乱太郎 春のファン感謝祭 第11弾外伝（2021年3月4日 - 8日、日本青年館ホール）浜守一郎 役
- 少年Komplex「THEATER GAME」（2021年3月13日 - 14日、THEATER BRATS）
- ミュージカル忍たま乱太郎 第11弾 再演（2021年4月9日-25日、シアターGロッソ）浜守一郎 役[17]
- おぶちゃ番外編「Joie!上映会」～生副音声を添えて～（2021年6月13日、at theatre）
- 少年komplex『THEATER × GAME』season2（2021年7月14日 - 18日、THEATER BRATS）
- 三ツ星キッチンJ-Musical「LOVE」（2021年8月11日 - 15日、ザ・ポケット）永田修 役
- 少年Komplex番外公演「ALICE×STORY〜My favorite HAPPY BIRTHDAY〜」（2021年8月25日 - 29日、THEATER BRATS）ドロシー 役
- ミュージカル忍たま乱太郎第12弾 まさかの共闘！？大作戦！！東京公演（2021年10月9日 - 24日、シアターGロッソ）浜守一郎 役[18]
- ミュージカル忍たま乱太郎第12弾 まさかの共闘！？大作戦！！大阪公演（2021年10月29日-31日、COOL JAPAN PARK OSAKA　WWホール）浜守一郎 役
- ミュージカル忍たま乱太郎第12弾 忍術学園学園祭2021 尼崎公演（2021年12月3日(金)-12月5日(日)、あましんアルカイックホール）浜守一郎 役
- ミュージカル忍たま乱太郎第12弾 忍術学園学園祭2021 東京公演（2021年12月17日(金)-12月23日(木)、明治座）浜守一郎 役
- ミュージカル座2月公演 『スター誕生』（2022年2月2日(水)-2月6日(日)、シアターグリーン BIG TREE THEATER）ぎっちゃん 役（☆組主演）[19]
- おぶちゃpresents　スプリング、サプ、カム（2022年03月10日(木)-2022年03月13日(日)、千本桜ホール）モテリン　役
- 少年komplex『THEATER × GAME』season4（2022年5月6日(金)-2022年5月8日(月)、新宿THEATER BRATS）
- おぶちゃ5周年記念5円公演　御縁記念日(2022年6月30日(木)、Msmilebox渋谷)
- おぶちゃ５周年記念公演　葬送曲[20](2022年9月28日(水)〜10月2日(日)、中目黒キンケロシアター)（主演）
- 少年Komplex番外企画劇場参加型エンターテイメント『THEATER × GAME』season5(2022年10月7日(金)〜10月10日(月)、新宿スターフィールド)[21]
- 三ツ星キッチンLOVE femme（2022年11月、学校公演）
- ミュージカル座2023年1月公演 『スター誕生』[22]、（2023年01月25日 ～ 01月29日、中目黒キンケロ・シアター）ぎっちゃん役（☆組主演）
- 少年Komplex第六回本公演『STAR CARNIVAL〜星祭〜』（2024年1月31日〜2月4日、せんがわ劇場）スワン役
- sakura project 5th anniversary performance「鈍色に滲む虹-彩艶-」（2024年3月8日〜3月10日、シアター・バビロンの流れのほとりにて）
- 少年komplex『THEATER × GAME』 season8（2024年4月27日～2024年4月29日、せんがわ劇場）
- おぶちゃJourney1st「LALL HOSTEL」東京公演（2024年5月15日〜5月19日、MsmileBOX渋谷）（主演）
- おぶちゃJourney1st「LALL HOSTEL」福岡公演（2024年5月25日〜5月26日、甘棠館Show劇場）（主演）
- ◢ m sel.プロデュース第三回公演 『それしか、知らない』（2024年6月12日〜6月16日、王子小劇場）
- 少年Komplex第七回本公演『LoLoLo Monster Kingdom』（2024年8月14日〜8月18日、せんがわ劇場）
- おぶちゃ7周年記念公演 「ポエム同好会」（2024年10月9日～10月14日、中目黒キンケロ・シアター）
- sakura project vol.3『小槌遊戯』（2024年10月24日〜27日、@シアター・バビロンの流れのほとりにて）
- sakura project 6th anniversary performance 「ハルカナドクハク」(2025年3月6日〜9日※7日20時・9日16時30分公演のみ、@レンタルスペース＋カフェ｢兎亭｣)
- SUPER SHOW STAGE PARALLEL STARS Vol.0『Gemini's dream』（2025年3月28日〜3月30日、@せんがわ劇場）
- 三ツ星キッチン『BOTCHAN』(2025年4月12日〜20日、コフレリオ新宿シアター）
- アドリブエンターテイメント『THEATER ✕ GAME』season9（2025年5月3日〜6日、@せんがわ劇場）
- 戌吸い企画 3びきめ「和洋節宙ジェノワーズ」（2025年6月6日〜8日、@シアター・バビロンの流れのほとりにて）
- 『Puppet MacGuffin〜人形劇の概要〜』（2025年7月21日※千秋楽公演のみゲスト出演、@せんがわ劇場）
- 三ツ星キッチン『Charming Angel Final4』（2025年7月22日〜27日、@下北沢小劇場楽園）

### コンサート・イベント
- SUMMARY（2008年、お台場青海J地区特設会場）
- Hey!Say!JUMP-ingTour'08-'09（2008年12月20日 - 2009年1月5日、大阪城ホール・日本ガイシホール・横浜アリーナ）
- New Year Concert〜これが私のお気に入り〜（2016年1月31日、汐留ホール）
- パズル♪コンサートVol.2（2014年10月4日、シブヤ楽器店LIVESPACE428）
- パズル♪コンサートVol.3（2014年12月26日、代々木八幡区民会館）
- パズル♪コンサートVol.6（2016年3月30日、新宿文化センター）
- ハモニカルVol.3（2019年7月21日、新宿ミノトール）
- TacFes vol.2（2019年12月6日、横浜Osite）
- TacFes vol.3（2020年3月21日、横浜Osite）
- TacFes vol.4（2020年10月31日、配信）
- かず茶vol.7 〜誕生日イベント遅くなったから年末がすぐやって来ちゃったよ、今年もありがとう、来年も宜しくの会〜 （2021年12月26日、Alice aqua garden 田町）
- おぶちゃLIVE〜5周年前祝いSP〜（2022年1月9日(日)、溝の口劇場）
- おぶちゃ同窓会～5周年をしっぽり振り返る～（2022年2月12日-2022年2月13日、Under the mat）
- おぶちゃ5周年記念　オブ会(2022年8月20日(土)、@Cafe＆Galleryホシノテレカ)
- かず茶 FC会員限定イベントvol.2（2022年8月27日（土）3部ゲスト、歌舞伎町Sparkle）
- おぶちゃLIVE in Xmas（2022年12月24日、高円寺Studio K）
- オブ会 in Xmas（2022年12月25日、高円寺Studio K）
- おぶちゃLIVE2023（2023年12月31日、大塚Welcome back）
- STAR CARNIVAL〜星祭〜前夜祭トークイベント（2024年1月20日、RAINBOW AKABANE STUDIO）
- STAR CARNIVAL〜星祭〜後夜祭トークイベント（2024年2月25日、RAINBOW AKABANE STUDIO）
- 『イケッチャオ‼︎6~Happy White Day~』（2024年3月24日、スペシャルカラーズ）
- 「 8/7 〜石川純/髙畑岬 TWIN Birthday イベント〜」（2024年8月24日、Msmilebox渋谷）
- SHOW-KOM FES vo2（2025年4月6日）
- 髙畑岬Birthday mini mini event（2025年8月10日、レンタルスペース＋カフェ『兎亭』）

### バラエティ
- モグモグGOMBO（日本テレビ）弟・翼と共に出演
- ザ少年倶楽部（2007年11月 - 2009年、NHK-BS2・BShi）
- にっぽん！歴史鑑定（2018年5月28日、BS TBS）北条高時 役

### テレビドラマ
- たのしい幼稚園（2001年4月 - 7月、TBS）若松信也 役
- 人にやさしく（2002年1月 - 3月、フジテレビ）椎名 役
- スクラップ・ティーチャー〜教師再生〜（2008年10月 - 12月、日本テレビ）沢渡岬 役
- SMAPがんばりますっ!! 誰も知らないSMAP物語（2009年1月31日、テレビ朝日）中居正広 役

### 映画
- CROSS（2001年）

### インターネット放送
- 高畑岬の8787しくいこう！[23]

（2020年8月7日・9月9日・10月28日、
2021年1月19日・2月9日・3月9日・4月28日・5月21日・6月21日・7月21日・8月7日・9月9日・10月25日・11月25日、
2022年2月28日・3月29日・4月28日・5月23日・7月12日・9月16日・11月30日、
2023年1月9日・3月2日・12月5日、ONSTAGE）
- A×B×C Aリーグ予選（2020年8月15日、De-STYLEチャンネル）
- A×B×C Aリーグ決勝選（2020年10月24日、De-STYLEチャンネル）
- ミュージカル忍たま乱太郎第11段再演ライブ配信「緊急オンライン忍務！～5月16日の段」（2021年5月16日、シアターコンプレックス）
- そりパ〜プレミアム生配信〜（2021年7月18日、ツイキャス）